# Kliželovité
Kliželovité (Penaeaceae) je malá čeleď vyšších dvouděložných rostlin z řádu myrtotvaré (Myrtales). Jsou to keře a stromy s tuhými, vstřícnými, drobnými listy a pravidelnými květy. Čeleď zahrnuje 29 druhů v 9 rodech a je rozšířena v jižní a východní Africe a na ostrově Svatá Helena.

## Popis
Kliželovité jsou keře a polokeře povětšině erikoidního vzhledu (připomínající vřesovcovité), řidčeji stromy (Rhynchocalyx, Olinia) Listy jsou vstřícné, kožovité, celokrajné, se zpeřenou žilnatinou, s palisty nebo bez palistů.
Květy jsou pravidelné, 4 až 6-četné, s vyvinutou češulí, jednotlivé nebo v květenstvích. Kalich je srostlý s češulí. Koruna často chybí (je vyvinuta u rodů Rhynchocalyx a Olinia) a její funkci pak přebírá barevný kalich. Tyčinky jsou 4, 6 nebo až 15 (Olinia), volné, nesrostlé s okvětím. Semeník je svrchní (pouze u rodu Olinia spodní), srostlý ze 2 až 5, nejčastěji ze 4 plodolistů, s jednou čnělkou zakončenou hlavatou nebo čtyřlaločnou bliznou. V každém plodolistu jsou 2 až 4 nebo mnoho vajíček. Plodem je tobolka, u rodu Olinia peckovice.

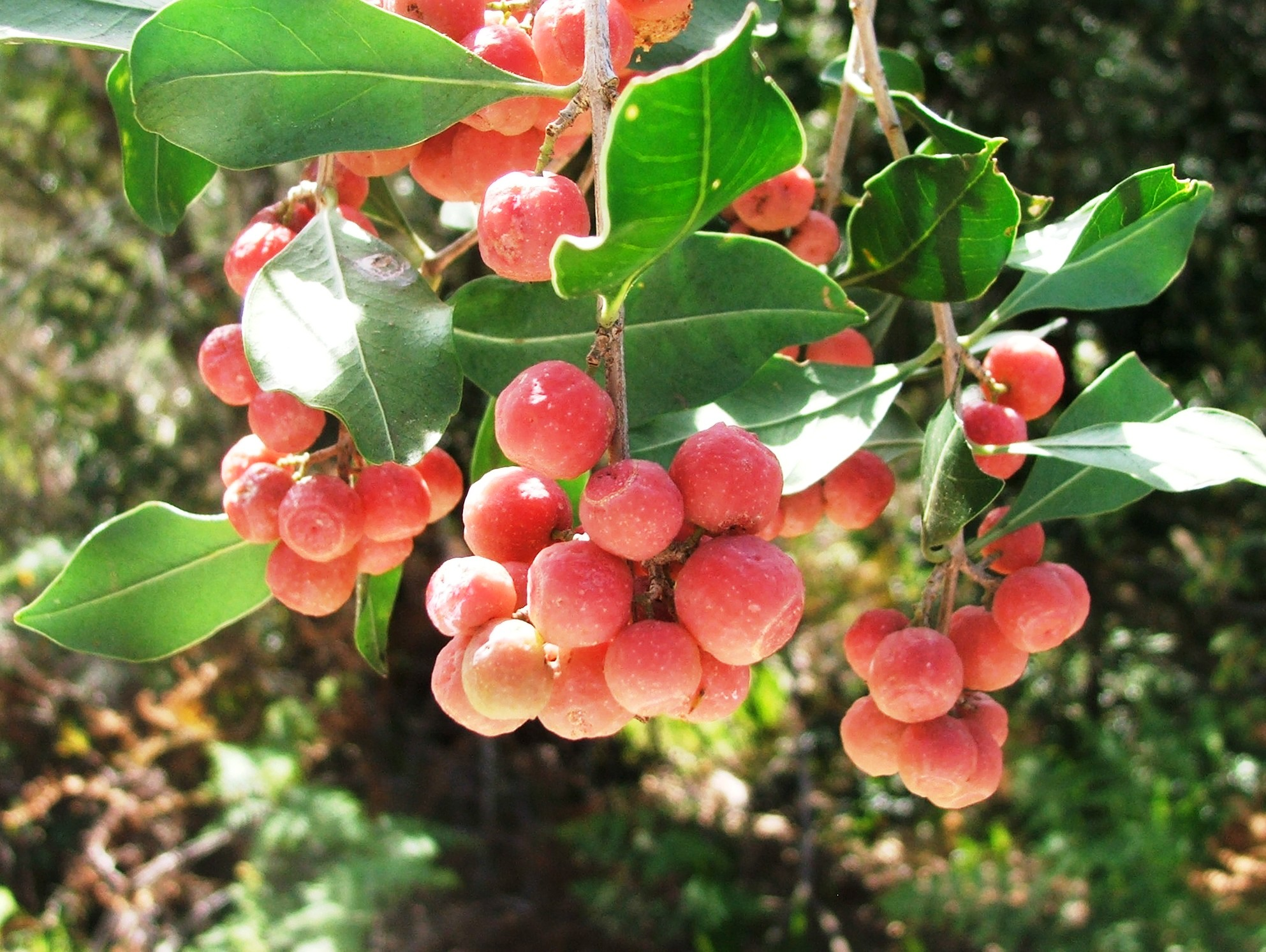
Plodící větévka Olinia emarginata
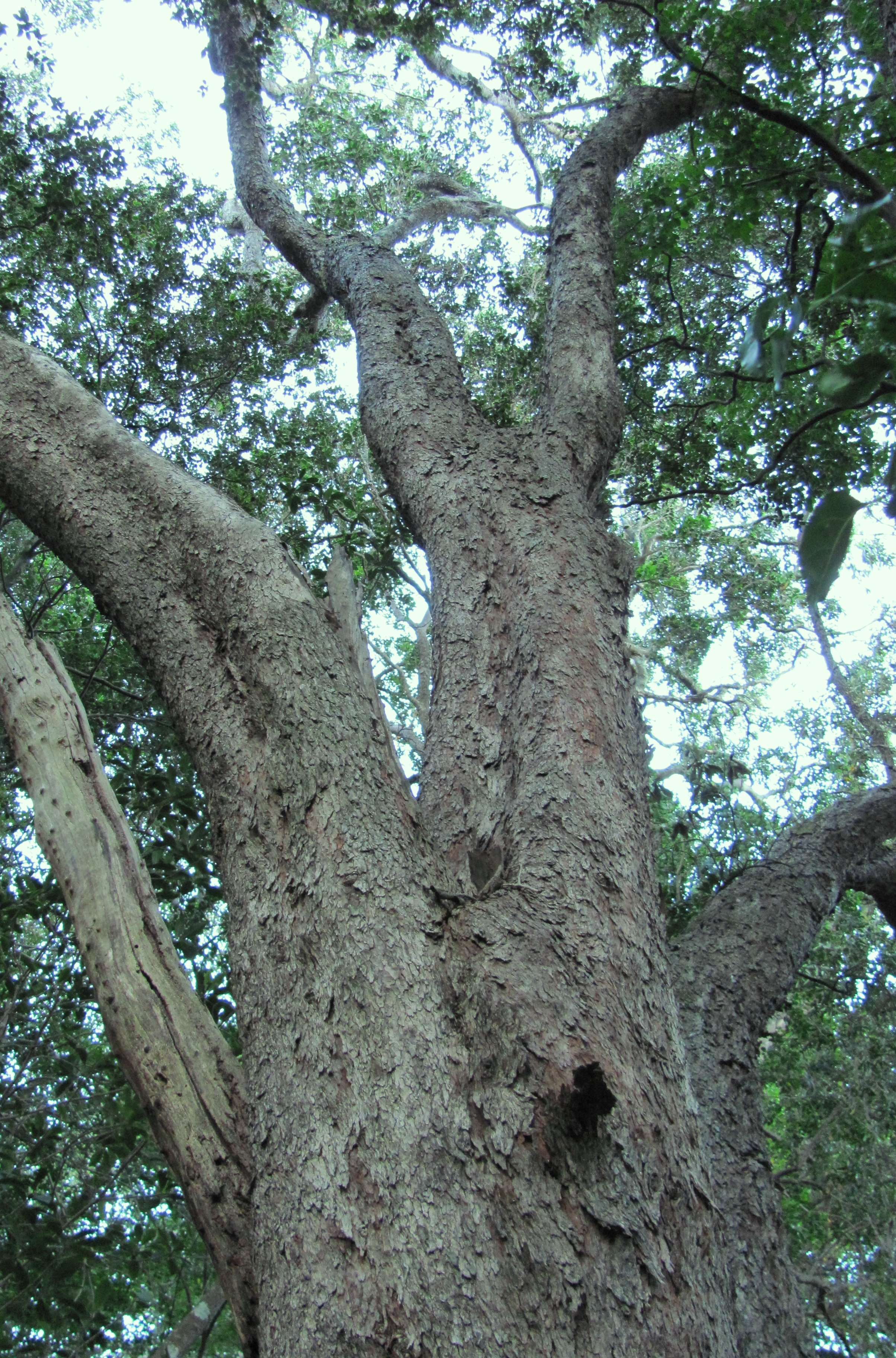
Kmen Olinia ventosa
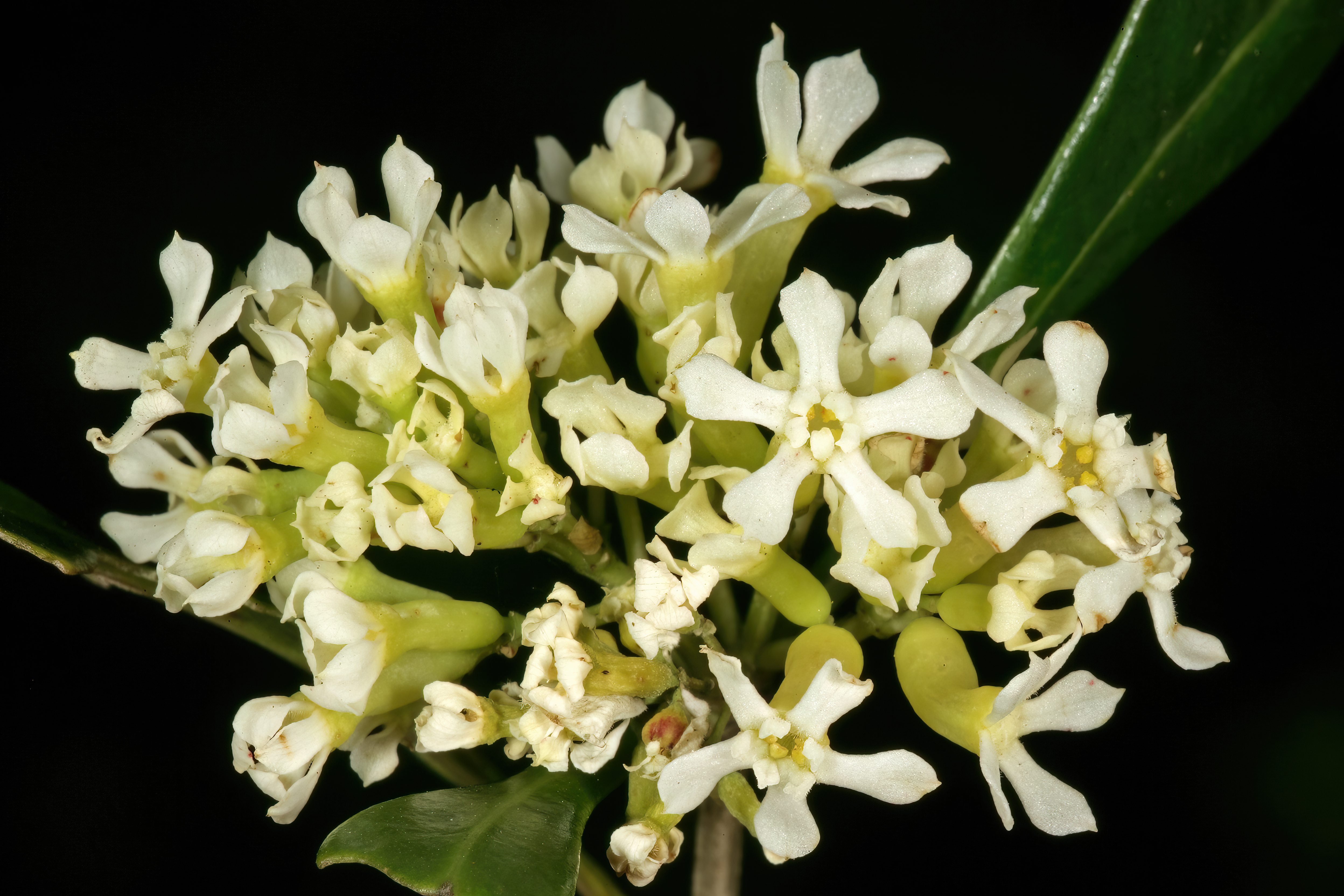
Kvetoucí Olinia ventosa
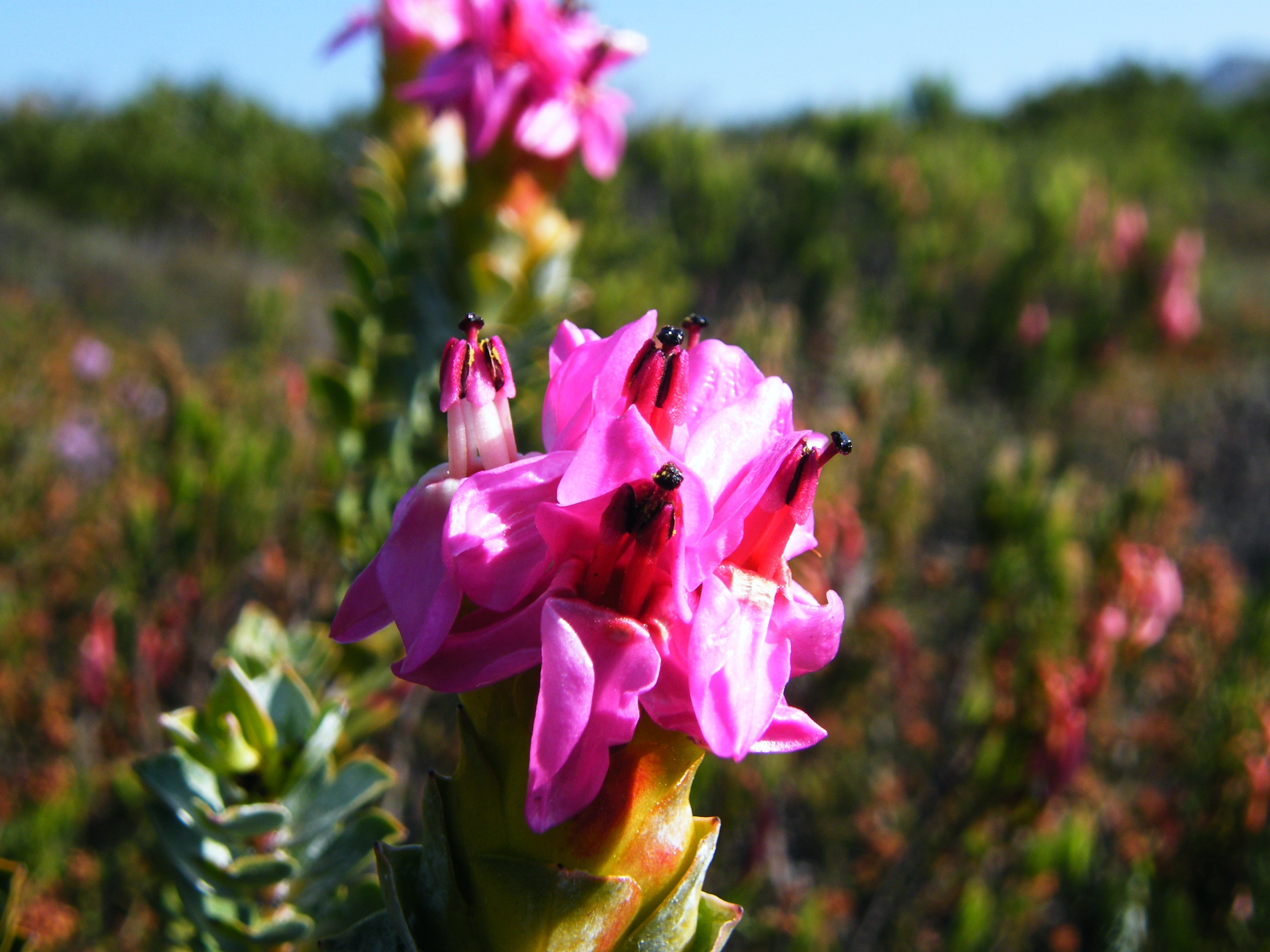
Kvetoucí Saltera sarcocolla

## Rozšíření
Čeleď kliželovité zahrnuje 29 druhů v 9 rodech. Je rozšířena v jižní a východní Africe a na ostrově Svatá Helena.

## Taxonomie
Čeleď Penaeaceae byla přítomna i v tradičních taxonomických systémech (Cronquist, Dahlgren, Tachtadžjan), v systému APG do ní byly na základě molekulárních studií navíc přidány rody Rhynchocalyx a Olinia, řazené do té doby do samostatných čeledí Rhynchocalycaceae a Oliniaceae v rámci řádu myrtotvaré (Myrtales). Oba rody se od zbytku čeledi dosti odlišují morfologií květních orgánů a stromovitým vzrůstem.

## Zástupci
- kližel (Penaea)
- olinie (Olinia)[5]

## Přehled rodů
Brachysiphon, Endonema, Glischrocolla, Olinia, Penaea, Rhynchocalyx, Saltera, Sonderothamnus, Stylapterus